# Chapada do Norte
Chapada do Norte este un oraș în unitatea federativă Minas Gerais (MG), Brazilia.